# Período pré-colonial do Brasil
Denomina-se como período pré-colonial do Brasil o espaço de tempo compreendido entre o descobrimento realizado pela esquadra de Pedro Álvares Cabral no sul do atual estado da Bahia no dia 22 de abril de 1500 e o início da colonização efetiva do território que viria a se tornar o Brasil, geralmente indicado pela fundação da vila de São Vicente, por Martim Afonso de Sousa, no dia 22 de janeiro de 1532. Foi caracterizado pelo descaso da administração central portuguesa com as possessões americanas e pela criação esporádica de alguns poucos entrepostos comerciais - chamados de feitorias - para a extração de pau-brasil.

## Antecedentes
O período pré-colonial da história do Brasil se insere no período da expansão marítima e comercial portuguesa que passa a se desenvolver no início do século XV, dando fim às barreiras da Idade Média que dividiam o ocidente do oriente. Nesse contexto de expansão mercantilista e de consolidação da burguesia comercial, o foco de Portugal estava, em grande parte, no atingimento do périplo africano e da conquista das Índias, bem como da conversão do oriente.
Em 1492 a coroa castelhana, visando rivalizar com Portugal, que já estava, mesmo antes de atingir as Índias, obtendo grandes lucros da exploração marítima, em especial com o comércio de ouro e escravos com reinos africanos, envia o navegador genovês Cristóvão Colombo rumo a oeste com a expectativa de, assim, atingir a Ásia pelo caminho oposto ao tentado pelos portugueses. A descoberta do que viria a ser chamado de continente americano, mas que na época se pensava ser o asiático, acabou gerando uma grande crise entre as duas monarquias ibéricas, que reivindicavam o direito do monopólio da navegação às Índias, o que acabou levando a confecção, em 1494, do Tratado de Tordesilhas, dividindo o mundo em duas partes: de 370 léguas da ilha de Cabo Verde para Oeste, tudo o que for descoberto deveria ser entregue a Castela, e no sentido Leste, as terras descobertas deveriam ser entregues a Portugal.
Em 1497 o navegador português Vasco da Gama zarpa de Portugal em uma expedição que atingiria a costa do subcontinente indiano no ano seguinte. Ao retornar a Portugal dois anos depois, o então rei de Portugal, Manuel I tratou logo de fazer os arranjos para o envio de outra frota às Índias, dessa vez comandada pelo fidalgo Pedro Álvares Cabral. Não é possível dizer com precisão se os portugueses tinham conhecimento de terras aquém do meridiano de Tordesilhas, porém, com base em algumas movimentações diplomáticas quando da negociação do Tratado, é possível dizer que existia uma certa desconfiança da existência de terras a serem conquistadas. O que se sabe com certeza, quando Pedro Álvares Cabral partiu de Lisboa em março de 1500, havia recebido instruções de Vasco da Gama para que desse a "volta do mar", isso é, que evitasse a região de águas calmas do Golfo da Guiné para que conseguisse encurtar a sua viagem, o que pode ter levado a desviar o rumo demais e acabar parando no Brasil.

## Primeiras navegações

### Descoberta por Cabral

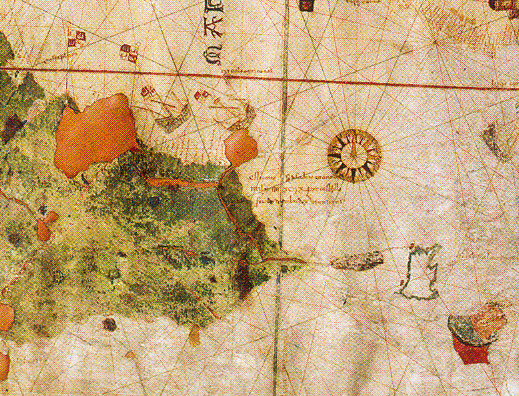
Detalhe do mapa de Juan de la Cosa mostrando a terra descoberta por Cabral desconectada da terra de Paria, descoberta por Colombo.

A esquadra de Pedro Álvares Cabral que aportou no que viria a se tornar o Brasil no dia 22 de abril de 1500 foi enviada com destino a cidade indiana de Calecute pelo rei português Manuel I no dia 9 de março daquele mesmo ano. No entanto, não foi a primeira expedição europeia a atingir a costa das possessões portuguesas na América definidas pelo Tratado de Tordesilhas. Em janeiro uma expedição liderada pelo espanhol Vicente Yáñez Pinzón atingiu o litoral de onde hoje é o estado do Ceará e navegou até a foz do Rio Amazonas, o qual foi nomeado Mar Doce. Apesar disso, a expedição de Cabral foi a primeira a reivindicar a terra como sendo portuguesa, a qual, acreditando estar desconectada da massa continental descoberta por Cristóvão Colombo, foi chamada de Ilha e não despertou interesse na Coroa, devido à sua aparente falta de riquezas.
Apesar do termo "descoberta", ou "descobrimento", quando da chegada de Cabral estima-se que existiam entre um e nove milhões de pessoas dividias em centenas de povos já vivendo nas terras que viriam a se tornar o Brasil. Nos anos seguintes, devido a, entre outras coisas, epidemias de doenças contra as quais os indígenas não tinham imunidade, a maioria da população nativa do continente foi morta. Por esse motivo, boa parte dos historiadores, atualmente, prefere o termo "achamento" ou, até mesmo, "invasão".

### Expedição de Américo Vespúcio

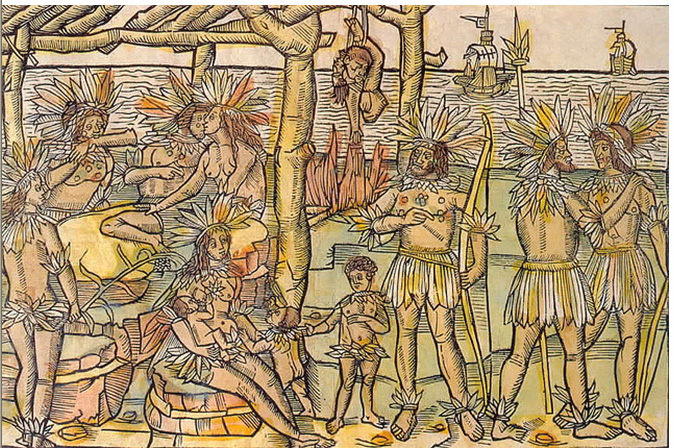
Gravura do livro Mundus Novus de Américo Vespúcio retratando a antropofagia observada na América do Sul

A terceira expedição de Américo Vespúcio ao Novo Mundo, e sua primeira ao Brasil, na qual liderou uma das naus e cujo capitão-mor foi o fidalgo português Gonçalo Coelho, se insere no contexto da incerteza quanto a novidade do continente americano ou da sua continuidade quanto ao asiático. Na verdade, a viagem tinha como objetivo inicial a transposição da grande massa de terra firme descoberta por Colombo para que fosse atingido, assim, o Oceano Índico. Ao rumar pela costa brasileira cada vez mais ao sul acabou se constatando que a massa descoberta por Colombo e por Cabral não era uma ilha nem tampouco a continuidade do continente asiático.
Nessa viagem foi observada, pela primeira vez, a presença de pau-brasil na costa e foram expostos, por meio de um panfleto propagandístico de Vespúcio intitulado Mundus Novus, os primeiros rituais de antropofagia realizados por indígenas sul-americanos na América portuguesa. Destaca-se, nesse relato, a desumanização dos indígenas, reduzidos a seres bárbaros parecidos com animais e carentes de organização social.

## Exploração do pau-brasil

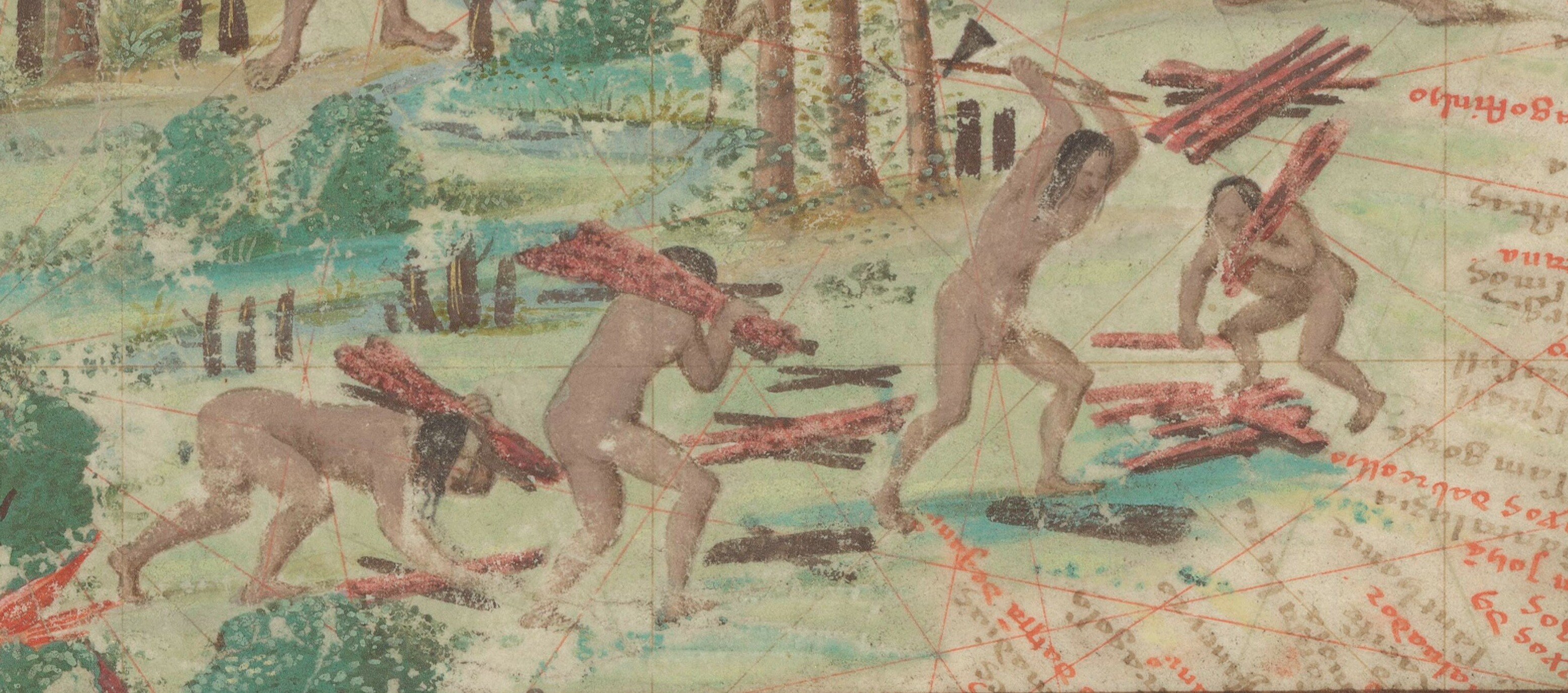
Indígenas cortando e colhendo pau-brasil. Detalhe do mapa de Lopo Homem no Atlas Miller de 1519

Os primeiros entrepostos destinados à exploração do pau-brasil foram fundados logo após a viagem de Américo Vespúcio. Legalmente, o comércio daquela madeira foi arrendado - junto com a capitania da ilha de São João - ao comerciante Fernão de Loronha, que logrou o seu nome, um pouco modificado, a ilha que lhe foi doada. Já em 1503 foi fundada por Gonçalo Coelho a feitoria de Cabo Frio, além de outras em outros pontos do território sul-americano. Importante notar, no entanto, que a exploração do pau-brasil nunca se tornou um ponto crucial da estratégia econômica portuguesa, como eram as especiarias indianas e o açúcar brasileiro, mais tarde naquele mesmo século, mas serviu como primeiro motivador da presença portuguesa na América do Sul, que nesse período já começava a exportar, além do supracitado pau-brasil, também peles de animais, papagaios e pessoas escravizadas.
Essa exploração acabou por fazer com que a terra descoberta por Cabral, inicialmente chamada de Santa Cruz, acabasse mudando de nome para Brasil.  A troca do nome não foi resultado de uma mudança formal, mas sim de um processo de transformações socioeconômicas que, segundo autoridades afeitas a expansão da fé católica, fizeram com que essa fosse suplantada pela cobiça da exploração econômica do Novo Mundo. Com a criação formal do Estado do Brasil em 1549, o nome se consolida definitivamente como denominação para se referir à área colonizada por Portugal no continente americano, ainda que persistissem registros de uso dessa expressão em escritos posteriores, como o livro "História da Província de Santa Cruz" de Pero de Magalhães Gandavo publicado em 1575.

### "Intrusões" francesas
Os franceses, que desde os primeiros anos da descoberta da nova terra já a viam com certa cobiça, por não reconhecer a validade jurídica do Tratado de Tordesilhas, já começaram a se inserir num esquema de competição com os portugueses pela hegemonia do comércio de no Atlântico Sul. Apesar de, a princípio, essas expedições serem privadas, elas não contavam com o repúdio explícito do rei, que se via excluído da partilha do mundo entre Portugal e Espanha. Dessa forma, assim como os portugueses vinham fazendo, os franceses também começaram a se aliar com as nações indígenas da costa em troca de pau-brasil. Ao ponto de, em 1532, a feitoria localizada na ilha de Itamaracá, no atual estado de Pernambuco, ser destruída e saqueada por um navio francês.
Por conta dessa ameaça de apropriação francesa das terras brasileiras, foram enviadas diversas expedições ao Novo Mundo visando expulsar esses comerciantes, entre as quais se destacam a de Cristóvão Jacques, de 1516, e a de Martim Afonso de Sousa, enviada em 1531. Já nesse momento se demonstrava a necessidade de iniciar uma ocupação mais permanente do território, o que acabaria se realizando nos anos seguintes.

## Início da colonização efetiva

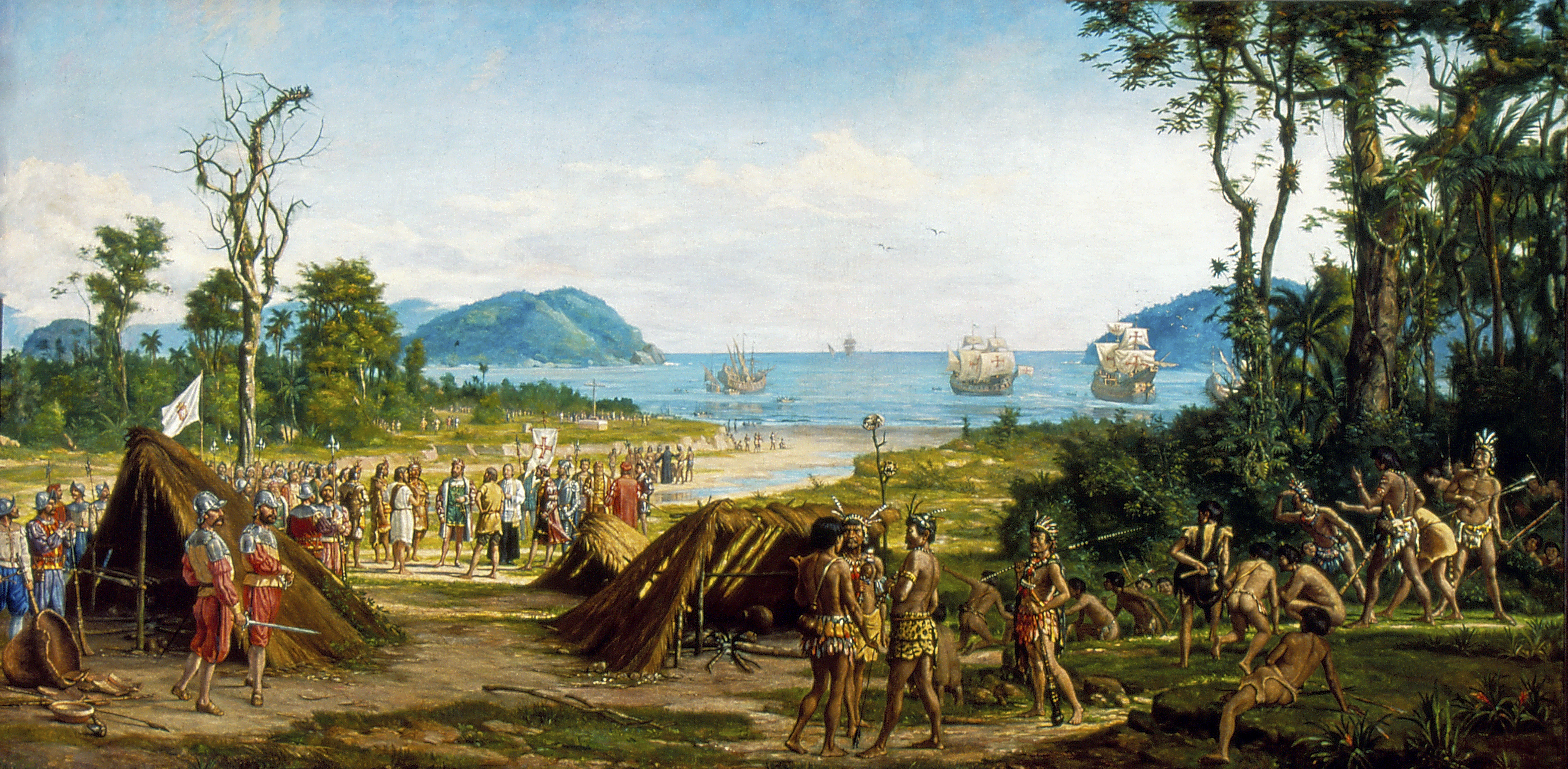
Fundação de São Vicente. Óleo sobre tela de Benedito Calixto (1900).

A expedição de Martim Afonso de Sousa que partiu de Portugal em 1531 serve, geralmente, de marco para o fim do período pré-colonial no Brasil. Tinha como objetivo, entre outras coisas, combater o contrabando francês e iniciar a colonização da costa do Brasil - o que foi feito em janeiro de 1532 com a fundação da vila de São Vicente. Dois anos depois, por meio da doação da terra à doze donatários, instituiu-se o regime de capitanias hereditárias, que não conseguiram, excetuando as de São Vicente e de Pernambuco, povoar efetivamente o território, levando, em 1548, à criação de um governo geral na cidade de São Salvador da Baía de Todos os Santos, com o intuito de centralizar a autoridade da Coroa na colônia.
Muito importante para esse período inicial da colonização foram as contribuições de náufragos e degredados que haviam sido deixados nas praias em expedições exploratórias ou extrativistas, como, por exemplo, foi o caso de João Ramalho, de Diogo Álvares Correia - o "Caramuru" - do Bacharel de Cananeia, entre outros que serviram, além de intérpretes, como intermediários entre os colonizadores vindos a partir da década de 1530 e as nações indígenas da costa que se aliaram com eles.